# Tancred
Tancred (fransk: Tancrède) er et mandsnavn af germansk oprindelse, som især var udbredt blandt normannere i højmiddelalderen.

## Personer med navnet Tancred
- Tancred af Hauteville (980-1041) – ridder og stamfar til Hauteville-slægten
- Tancred af Taranto (1072-1112; også kaldet Tancred af Hauteville, af Galilæa eller af Tiberias) – korsfarer og fyrste
- Tancred 1. af Sicilien (1138-1194) – konge af Sicilien 1189-1194